# Каприкорн
Каприкорн (на английски: Capricorn) е окръг в Република Южна Африка. Намира се в провинция Лимпопо с площ 16 991 km². Главен град е Полокване.

## Население
1 154 673 (2001)

## Расов състав
(2001)
- 1 113 072 (96,40%)- черни
- 33 720 (2,92%)- бели африканци
- 4493 (0,39%)- цветнокожи
- 3388 (0,29%)- азиатци